# Bangladesz na Letnich Igrzyskach Olimpijskich 1992
Bangladesz na Letnich Igrzyskach Olimpijskich 1992 reprezentowało 6 zawodników, 5 mężczyzn i 1 kobieta.

## Skład kadry

### Lekkoatletyka
Mężczyźni
- Golam Ambia
  - Bieg na 100 m (odpadł w 1 rundzie eliminacji)

- Shahanuddin Choudhury
  - Bieg na 200 m (odpadł w 1 rundzie eliminacji)

- Mohamed Mehdi Hasan
  - Bieg na 400 m (odpadł w 1 rundzie eliminacji)

- Golam Ambia
Shahanuddin Choudhury
Mohamed Mehdi Hasan
Mohamed Shah Jalal
  - Sztafeta 4 × 100 m – 19. miejsce

### Pływanie
Mężczyźni
- Mohamed Mukhesur Rahman
  - 200 m stylem klasycznym – 52. miejsce

### Strzelectwo
Kobiety
- Shahana Parveen
  - Pistolet pneumatyczny 10 m – 43. miejsce